# Iraklia
Iraklia (en griego: Ηρακλειά) es una isla y una antigua comunidad en las Cícladas, Grecia. Desde la reforma del gobierno local de 2011 es parte del municipio de Naxos y Cícladas Menores, del cual forma una unidad municipal. Su población era oficialmente 151 habitantes según el censo de 2001, y su superficie de 17,795 kilómetros cuadrados. Es una isla pequeña pero hermosa entre las islas de Naxos y la de Ios. En las proximidades están Shinusa, Koufonisia, Donoussa, y las islas Keros, que juntas forman las islas Cícladas Menores.